# Bisbat de Tricarico
El bisbat de Tricarico (italià: diocesi di Tricarico; llatí: Dioecesis Tricaricensis) és una seu de l'Església catòlica, sufragània de l'arquebisbat de Potenza-Muro Lucano-Marsico Nuovo, que pertany a la regió eclesiàstica Basilicata. El 2010 tenia 35.000 batejats d'un total 36.700 habitants. Actualment està regida pel bisbe Vincenzo Carmine Orofino.

## Territori
La diòcesi comprèn la ciutat de Tricarico i 19 municipis més de les províncies de Matera i de Potenza.
La seu episcopal és la ciutat de Tricarico, on es troba la catedral de Santa Maria Assunta.
El territori està dividit en 32 parròquies.

## Història
Tricarico és una de les diòcesis de ritu bizantí esmentada en el 968. Un document signat per Nicèfor Focas, emperador romà d'Orient, autoritzà el patriarca de Constantinoble, Polieucte que donés a l'arquebisbe d'Otranto el poder de consagrar als bisbes de les seus sufragànies de Tricarico, Tursi, Acerenza, Gravina i Matera. No obstant això, no es coneix cap bisbe de l'època romana d'Orient.
La seu de ritu llatí s'esmenta en 1060 quan es va concedir a l'arquebisbe d'Acerenza el poder de consagrar als bisbes de Tricarico: el primer bisbe conegut és Arnaldo.
Tot i el pas oficial al ritu llatí, en alguns centres, gràcies a la presència de molts monjos orientals, la missa va continuar sent celebrat segons el ritu bizantí fins a la primera meitat del segle xiii. Restes de la litúrgia grega estaven presents encara en el segle xviii, ja que a Tricarico durant la missa pontifical es cantava l'Epístola i l'Evangeli en grec.
El 1954, després de segles de submissió a l'arxidiòcesi d'Acerenza, Tricarico va esdevenir part de l'arquebisbat de Matera, fins al 1976, quan va ser sotmès a la seu metropolitana de Potenza e Marsico Nuovo.

## Cronologia episcopal
- Arnaldo † (1060 - 1075)
- Roberto I † (1075 - 1094)
- Librando † (1095 - 1105)
- Leobrando † (1109 - 1118)
- Pietro † (1119 - 1124)
- Leobrando II † (1124 - 1127)
- Erberto † (1127 - 1154)
- Roberto II † (1154 - 1175)
- Roberto III † (1175 - 1194)
- Giovanni † (1195 - 1230)
- Ruggero † (1231 - 1253)
- Palmerio de Gallusio † (13 d'abril de 1253 - 1284 mort)
- Leonardo de Aragall, O.F.M. † (5 de juny de 1284 - 28 de febrer de 1301 nomenat arquebisbe d'Oristany)
- Riccardo † (28 de febrer de 1301 - 1324)
- Francesco Bonaccursio † (4 de maig de 1324 - 1325)
- Goffredo Del Tufo † (21 de febrer de 1326 - 1348 mort)
- Matteo † (1348 - 1348 mort)
- Ruggiero † (12 de gener de 1349 - 1350 mort)
- Angelo da Reggio † (19 de novembre de 1350 - 12 de setembre de 1365 nomenat arquebisbe de Patrasso)
- Pietro Serlupis † (12 de setembre de 1365 - 1373 mort)
- Andrea Codoni o di San Girolamo † (19 de desembre de 1373 - 11 de gener de 1378 nomenat bisbe de Ceneda)
- Marino Del Giudice † (29 de gener de 1378 - 4 de juny de 1380 nomenat arquebisbe de Tàrent)
  - Giovanni da Gallinaro, O.F.M. † (2 de juliol de 1382 - ?) (antibisbe)
- Tommaso † (menzionato nel 1385)
  - Vito † (28 d'abril de 1385 - novembre de 1399 nomenat bisbe) (antibisbe)
- Nicola † (1394 - 11 d'octubre 1399 nomenat arquebisbe de Rossano)
- Vito † (de novembre de 1399 - 1403 mort)
- Tommaso Brancaccio † (30 de juliol de 1405 - 6 de juny de 1411 renuncià)
  - Tommaso Brancaccio † (6 de juny de 1411 - 1417 renuncià) (renuncià)
- Antonio Stamingo, O.F.M. † (? - 23 de gener de 1413 nomenat bisbe de Bosa)
- Lorenzo di Napoli, O.E.S.A. † (1417 - 1418)
- Angelo † (? - 11 de setembre de 1419 nomenat bisbe de Potenza)
  - Tommaso Brancaccio † (11 de setembre de 1419 - 8 de setembre de 1427 mort) (renuncià, per segona vegada)
- Stefano da Carrara † (29 d'octubre 1427 - 1432 renuncià)
- Angelo † (14 de gener de 1432 - 1438 mort) (per segona vegada)
- Nicolò, O.P. † (20 d'octubre 1438 - 1446 mort)
- Saba de Carbonibus † (22 d'agost de 1446 - 1447 mort)
- Lorenzo, O.F.M. † (29 de març de 1447 - 1448 mort)
- Onofrio di Santa Croce † (10 d'abril de 1448 - 20 d'octubre 1471 mort)
- Orso Orsini † (18 d'octubre 1471 - 22 de març de 1474 nomenat bisbe de Teano)
- Scipione Cicinello † (22 de març de 1474 - dopo il 1494)
- Agostino de Guarino † (9 de gener de 1497 - 1510 mort)
  - Oliviero Carafa † (24 d'abril de 1510 - 20 de gener de 1511 mort) (renuncià)
- Ludovico Canossa, O.Cist. † (10 de febrer de 1511 - 24 de novembre de 1516 nomenat bisbe de Bayeux)
  - Sede vacante (1516-1529)
- Alessandro Spagnuolo † (15 de febrer de 1529 - 30 d'agost de 1535 mort)
- Gerolamo Falinghieri † (dopo il 30 d'agost de 1535 - 19 de març de 1539 mort)
- Francesco Orsini † (19 de març de 1539 succeduto - 1554 renuncià)
- Nunzio Antonio de Capriolis † (8 d'octubre 1554 - 1584 mort)
- Giovan Battista Santoro † (8 de gener de 1586 - 18 de febrer de 1592 mort)
- Ottavio Mirto Frangipane † (9 de març de 1592 - 20 de juny de 1605 nomenat arquebisbe de Tàrent)
- Diomede Carafa † (17 d'agost de 1605 - 12 de gener de 1609 mort)
- Sebastiano o Settimio Roberti † (11 de març de 1609 - 1611 renuncià)
- Roberto Roberti, O.P. † (5 de desembre de 1611 - gener de 1624 mort)
- Pier Luigi Carafa I † (29 de març de 1624 - 8 de gener de 1646 renuncià)
- Pier Luigi Carafa II, C.R. † (8 de gener de 1646 - 7 d'agost de 1672 mort)
- Andrea Francolisio † (27 de febrer de 1673 - 18 de juny de 1676 renuncià)
- Gaspare Toralto † (16 de novembre de 1676 - desembre de 1681 mort)
- Gaspare Mezzomonaco, O.S.B.Oliv. † (8 de juny de 1682 - d'agost de 1683 mort)
- Fulvio Cribelli † (24 d'abril de 1684 - 1685 mort)
- Francesco Antonio Leopardi † (1 d'octubre 1685 - febrer de 1717 mort)
- Luca Trapani † (24 de gener de 1718 - setembre de 1719 mort)
- Simone Veglini † (4 de març de 1720 - 23 de juliol de 1720 mort)
- Nicolò Antonio Carafa, O.S.B.Oliv. † (16 de desembre de 1720 - 16 de setembre de 1741 renuncià)
- Antonio Zavarroni † (18 de setembre de 1741 - juliol de 1759 mort)
- Antonio del Plato † (3 de març de 1760 - d'agost de 1783 mort)
  - Sede vacante (1783-1792)
- Fortunato Pinto † (27 de febrer de 1792 - 26 de juny de 1805 nomenat arquebisbe de Salern)
  - Sede vacante (1805-1819)
- Pietro Paolo Presicce, O.A.D. † (29 de març de 1819 - 1838 mort)
- Camillo Letizia, C.M. † (13 de setembre de 1838 - 1859 mort)
- Simone Spilotros, O.Carm. † (26 de setembre de 1859 - 31 d'octubre 1877 mort)
- Camillo Siciliano di Rende † (28 de desembre de 1877 - 12 de maig de 1879 nomenat arquebisbe de Benevent)
- Angelo Michele Onorati † (19 de setembre de 1879 - 12 de febrer de 1903 mort)
- Anselmo Filippo Pecci, O.S.B. † (22 de juny de 1903 - 7 de setembre de 1907 nomenat arquebisbe d'Acerenza i Matera)
- Giovanni Fiorentini † (25 de març de 1909 - 25 de setembre de 1919 nomenat bisbe de Catanzaro)
- Raffaello Delle Nocche † (11 de febrer de 1922 - 25 de novembre de 1960 mort)
- Bruno Pelaia † (10 de febrer de 1961 - 18 de juliol de 1974 mort)
  - Sede vacante (1974-1976)
- Giuseppe Vairo † (25 d'octubre 1976 - 3 de desembre de 1977 nomenat arquebisbe de Potenza-Muro Lucano-Marsico Nuovo)
- Carmelo Cassati, M.S.C. (12 de febrer de 1979 - 7 de setembre de 1985 nomenat bisbe de San Severo i de Lucera)
- Francesco Zerrillo (7 de desembre de 1985 - 15 de febrer de 1997 nomenat bisbe de Lucera-Troia)
- Salvatore Ligorio (19 de desembre de 1997 - 20 de març de 2004 nomenat arquebisbe de Matera-Irsina)
- Vincenzo Carmine Orofino, des del 20 de març de 2004

## Estadístiques
A finals del 2010, la diòcesi tenia 35.000 batejats sobre una població de 36.700 persones, equivalent 95,4% del total.
| any  | població | població | població | sacerdots | sacerdots       | sacerdots       | sacerdots             | diaques | religiosos | religiosos | parroquies |
| ---- | -------- | -------- | -------- | --------- | --------------- | --------------- | --------------------- | ------- | ---------- | ---------- | ---------- |
| any  | batejats | total    | %        | total     | clergat secular | clergat regular | batejats por sacerdot | diaques | homes      | dones      |            |
| 1949 | 64.730   | 64.730   | 100,0    | 57        | 57              |                 | 1.135                 |         |            | 70         | 23         |
| 1970 | 66.506   | 66.506   | 100,0    | 43        | 37              | 6               | 1.546                 |         | 7          | 100        | 31         |
| 1980 | 51.085   | 51.300   | 99,6     | 39        | 31              | 8               | 1.309                 |         | 9          | 80         | 30         |
| 1990 | 50.000   | 51.085   | 97,9     | 36        | 31              | 5               | 1.388                 |         | 6          | 80         | 32         |
| 1999 | 51.600   | 52.400   | 98,5     | 36        | 34              | 2               | 1.433                 |         | 2          | 57         | 32         |
| 2000 | 51.800   | 52.600   | 98,5     | 34        | 34              |                 | 1.523                 |         |            | 55         | 32         |
| 2001 | 49.000   | 50.000   | 98,0     | 34        | 34              |                 | 1.441                 |         |            | 53         | 32         |
| 2002 | 44.000   | 45.000   | 97,8     | 32        | 32              |                 | 1.375                 |         |            | 51         | 32         |
| 2003 | 44.000   | 45.000   | 97,8     | 32        | 32              |                 | 1.375                 |         |            | 49         | 32         |
| 2004 | 44.000   | 45.000   | 97,8     | 31        | 31              |                 | 1.419                 |         |            | 47         | 32         |
| 2010 | 35.000   | 36.700   | 95,4     | 41        | 33              | 8               | 853                   |         | 8          | 48         | 32         |